# Новый Путь (Узденский район)
Новый Путь (бел. Но́вы Шлях) — посёлок в Узденском районе Минской области Республики Беларусь. В составе Хотлянского сельсовета.

## География
Ближайшие населённые пункты Веселовка, Толкачевичи-1, Рябиновка и др.

## История
До 1 апреля 1960 года посёлок входил в состав Шацкого сельсовета.

## Население

### Численность
- 2019 год — 84 человек

### Динамика
- 2009 год — 89 человек (перепись населения)[3]
- 2019 год — 84 человек (перепись населения)